# Pénée (Péloponnèse)
Pour les articles homonymes, voir Pénée.
Le Pénée (en grec ancien et moderne : Πηνειός / Peneiós) est un fleuve de l'ouest du Péloponnèse.

## Géographie
Il prend sa source dans le massif de l'Olonos et se jette dans la mer Ionienne au sud de Gastoúni.
Son régime hydrologique a été fortement modifié dans son cours inférieur à la suite de travaux de rectification et d'endiguement réalisés dans la première moitié du XXe siècle, puis de la construction d'un barrage formant un lac artificiel destiné à l'irrigation dans les années 1960.